# Tour 2003
Albums de Ringo Starr & his All-Starr Band
Extended Versions
(2003) Choose Love
(2005)
Tour 2003 est le 6e album live de Ringo Starr et son All-Starr Band. Il s'agit de chansons enregistrées lors de la tournée (2003) qui s'est déroulée en juillet, août, et septembre aux États-Unis, après la sortie de son album studio Ringo Rama. On y trouve 6 chansons de la période Beatles, Honey Don't, Boys, Don't pass me by, Yellow Submarine, I Wanna Be Your Man et finalement With a Little Help from My Friends.

## Le All-Starr Band de 2003
- Ringo Starr : chant, batterie
- Colin Hay : guitare, chant
- Paul Carrack : claviers, chant
- John Waite : basse chant
- Sheila E. : batterie, percussions, chant
- Mark Rivera : saxophone, flûte

## Liste des pistes
| No  | Titre                              | Auteur                                                        | Durée |
| --- | ---------------------------------- | ------------------------------------------------------------- | ----- |
| 1.  | It Don't Come Easy                 | Richard Starkey                                               | 3:44  |
| 2.  | Honey Don't                        | Carl Perkins                                                  | 2:59  |
| 3.  | Memphis in Your Mind               | Richard Starkey/Mark Hudson/Gary Burr/Steve Dudas/Dean Grakal | 4:23  |
| 4.  | How Long                           | Paul Carrack                                                  | 4:45  |
| 5.  | Down Under                         | Ron Strykert/Colin Hay                                        | 4:25  |
| 6.  | When I See You Smile               | Diane Warren                                                  | 4:52  |
| 7.  | Love Bizarre                       | Pete Escovedo                                                 | 4:05  |
| 8.  | Boys                               | Luther Dixon/Wes Farrell                                      | 3:04  |
| 9.  | Don't Pass Me By                   | Richard Starkey                                               | 4:02  |
| 10. | Yellow Submarine                   | John Lennon/Paul McCartney                                    | 3:11  |
| 11. | Living Years                       | Mike Rutherford/B.A. Robertson                                | 6:25  |
| 12. | Missing You                        | John Waite/Mark Leonard/Charles Sandford                      | 4:18  |
| 13. | Glamorous Life                     | Prince                                                        | 4:49  |
| 14. | I Wanna Be Your Man                | John Lennon/Paul McCartney                                    | 3:25  |
| 15. | Who Can It Be Now                  | Colin Hay                                                     | 4:00  |
| 16. | With A Little Help From My Friends | John Lennon/Paul McCartney                                    | 5:36  |